# 珀烏萊什蒂鄉 (弗朗恰縣)
45°53′N 26°41′E / 45.883°N 26.683°E
珀烏萊什蒂鄉（羅馬尼亞語：Comuna Păulești, Vrancea），是羅馬尼亞的鄉份，位於該國東部，由弗朗恰縣負責管轄，面積173平方公里，海拔高度480米，2002年人口2,232，人口密度每平方公里13人。